# UR-100K
UR-100K는 소련의 ICBM이다. UR-100 시리즈 핵미사일이다. 나토명은 SS-11 Sego Mod.3이다.

## 역사
1965년 개발을 시작했다. 1969년 최초의 시험발사에 성공했다. 1970년 1월 3일 실전배치가 시작되어 1972년 12월 28일 배치가 완료되었다. 1990년 퇴역했다.

## 대한민국
2018년 발사예정인 한국의 한국형발사체 시험발사체는 무게 53톤의 2단 액체 연료 로켓이다. 무게 50톤의 2단 액체 연료 로켓인 소련의 UR-100K ICBM과 무게가 비슷하다.